# Herrschaft Heitersheim
Die Herrschaft Heitersheim war ein Territorium im Breisgau, das sich nach 1272 bildete und größtenteils mit der Geschichte des Großpriorats Deutschland des Malteserordens als dessen Sitz und Lehen verbunden ist. 1803 wurde die Herrschaft für kurze Zeit ein reichsunmittelbares Territorium. Bereits 1806 wurde die Herrschaft Heitersheim dann Teil des Großherzogtums Baden.

## Geschichte

### Ausbildung der Grundherrschaft

Letzter erhaltener Grenzstein bei Heitersheim

Die Geschichte der Herrschaft Heitersheim beginnt im Jahre 1272, als Ritter Gottfried d. J. von Staufen, ein Lehensmann der Fürstabtei Murbach, das Gut von Heitersheim und andere kleinere Güter, sowie den Kirchsatz an die Freiburger Kommende der Johanniter stiftete. 1288 übergab Ludwig Ederli den Zehnten von Schlatt an die Johanniterkommende Freiburg. Otto von Staufen als sein Lehensherr bestätigte die Schenkung und verzichtete seinerseits auf sein Anrecht auf den Schlatter Zehnten. Die Schenkung wurde wenige Tage später vom Konstanzer Bischof Rudolf bestätigt.
Die eigentliche Herrschaft bildete sich jedoch erst, als es den Johannitern gelang, umliegende Dörfer und Güter mit dem Heitersheimer Hofe zu vereinigen. Neben weiteren Gütern in Heitersheim erwarben sie 1298 Weinstetten bei Bremgarten (Hartheim am Rhein), 1313 Bremgarten und 1315 Grißheim. 1362 verkauften der Komtur Konrad von Friesen und die Brüder und Schwestern des Schlatter Lazaritenhauses den Johannitern in Freiburg für 112 Gulden Haus, Hof und Kirche von Schlatt (Bad Krozingen) mit dem Zubehör und Patronat. Die Johanniter mussten allerdings auch die beträchtlichen Schulden des Ordenshauses, die sich auf 246 Goldgulden, 18 Mark Silber und 172 Scheffel verschiedenen Getreides beliefen, übernehmen. 1371 verkaufte Graf Egino IV. von Freiburg schließlich das gesamte Dorf Schlatt für 200 Goldgulden an die Johanniter, die damit ihren Besitz in Schlatt abrunden konnten.

### Bildung der Komturei
Ab 1335 ist schließlich auch eine direkte Niederlassung einiger Johanniter in Heitersheim bezeugt, von da an bestand in Heitersheim eine eigene Komturei, die anfänglich noch personell und von der Bedeutung hinter der Kommende in Freiburg im Breisgau zurückstand. So war der erste Komtur der Kommende Heitersheim, Nikolaus Weißlin, der ab 1419 bezeugt ist, zugleich auch Komtur des Hauses in Freiburg. Allerdings war der Besitz der Heitersheimer Niederlassung größer, sodass nach und nach die Bedeutung Freiburgs abnahm und schließlich, als Sébastien Le Prestre de Vauban 1667/68 das Johanniterhaus in Freiburg durch seinen Festungsbau abbrechen ließ, ganz aufgegeben wurde. Nachdem der Orden auch noch die Besitzungen von Freiburg, nämlich St. Georgen (Freiburg im Breisgau), Uffhausen und Wendlingen, sowie Gündlingen und Eschbach (Markgräflerland) hatte erwerben können, änderte sich bis 1803 an der Größe der Herrschaft nichts, sodass ihre Größe lediglich 50 km² mit etwa 5000 Einwohnern betrug. Sie gehörte bis 1803 zu den Breisgauer Landständen und galt als Lehen desselbigen.

### Sitz des Großpriorats der deutschen Malteser

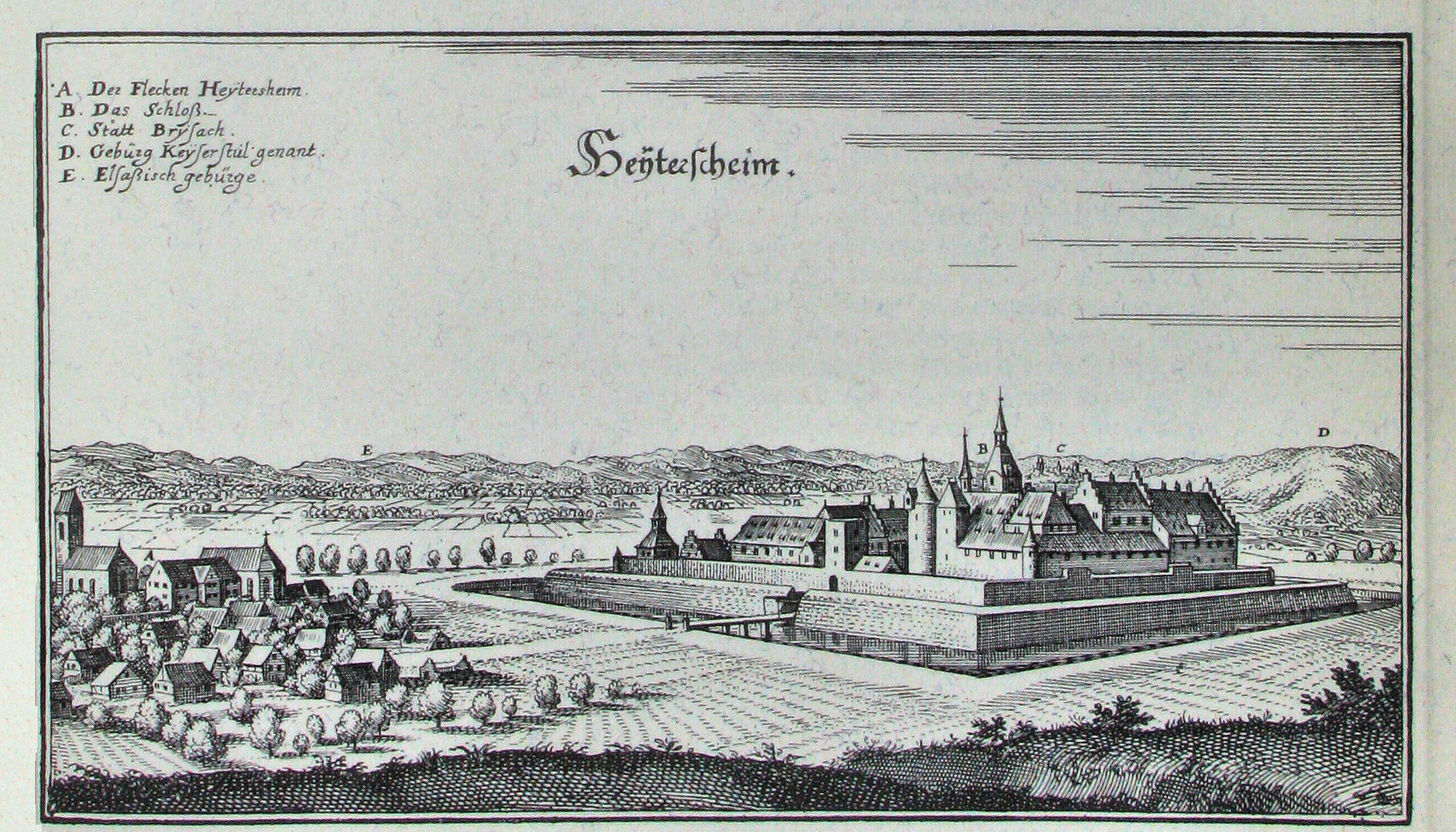
Schloss Heitersheim

Die Herrschaft Heitersheim war ab 1505 Sitz des Großpriors und damit der administrative Mittelpunkt der meisten Malteserorden-Niederlassungen im Heiligen Römischen Reich. Bereits 1428 hatte das Generalkapitel des Ordens in Rhodos Heitersheim zum Sitz des Großpriors von Deutschland bestimmt. Die Umsetzung dieses Beschlusses ließ jedoch auf sich warten. Rudolf von Werdenberg (1486–1505) residierte als erster weitgehend in Heitersheim und Johann V. Heggenzer von Wasserstelz (1505–1512) verlegte dann den Sitz endgültig hierher. Von 1500 bis 1505 war der Historiker Jakob Mennel Kanzler der Johanniter. Im Mai 1525 wurde das Johanniterschloss in Heitersheim durch die aufständischen Bauern geplündert.
1786 wurde der Schriftsteller Joseph Albrecht von Ittner zum Kanzler des Großpriors berufen. Er nahm dieses Amt bis 1805 wahr und trat dann in die Dienste des Großherzogtums Baden.

### Reichsunmittelbares Fürstentum
Durch die Erhebung von Georg Schilling von Cannstatt (1490–1554), Großbailli und Großprior des Malteserordens, zum Reichsfürsten wurde die Herrschaft Heitersheim seit 1548 Reichsfürstentum. 1803 wurde die Herrschaft Heitersheim durch den Reichsdeputationshauptschluss außerordentlich begünstigt und durch die rechtsrheinischen Besitzungen des Bischofs von Basel, wie auch durch die gesamten Besitzungen des Klosters St. Blasien um ein Vielfaches erweitert. Allerdings blieb die praktische Umsetzung des Reichsdeputationshauptschlusses durch den Widerstand des Klosters St. Blasien aus.

### Mediatisierung
1806 wurde per Edikt des Generals Jean-Nicolas de Monard am 28. Januar der Breisgau an Baden übergeben. Heitersheim galt als Breisgauisches Lehen, welches der Kurfürst von Baden nebst sämtlichen anderen Lehen anderer Herrschaften einzog und aufhob. Da allerdings die rechtliche Stellung Heitersheims seit Jahrhunderten umstritten war, verzögerte sich die Übernahme Heitersheims durch Baden um mehrere Monate, da es seitens des Großpriors der Johanniter in Heitersheim, wie auch durch die Bevölkerung unerwartet zu Protesten kam. Erst am 22. Juli 1806 war die Übernahme der Regierung in Heitersheim abgeschlossen. Die Gemeindeordnung von 1832/33 beseitigte schließlich die Strukturen der Herrschaft, sodass diese endgültig mit dem Badischen Staat verschmolz.

Gedenktafel für Fürst Georg I. Schilling von Canstatt am Heitersheimer Schloss

Wappen Philipp Wilhelms von Nesselrode als Großprior und Fürst von Heitersheim, 1743

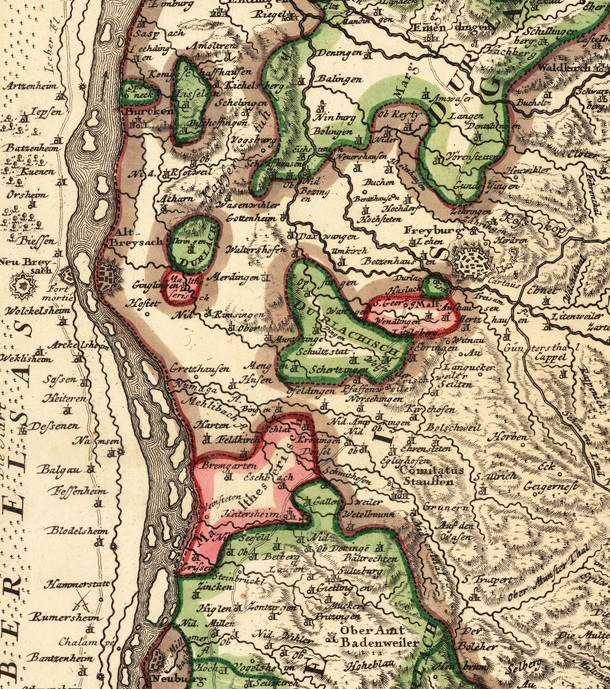
Die Herrschaft mit Exklaven Anfang des 18. Jahrhunderts

## Fürstentum Heitersheim
Auf den Tod des bedeutenden Großpriors Johann von Hattstein, der 1546 fast hundertjährig starb, folgte Georg Schilling von Canstatt. Dieser außerordentlich bedeutende Malteser erhielt für seine Verdienste, die er u. a. als Admiral und Gouverneur von Tripolis erlangte, den Stand eines Reichsfürsten von Heitersheim auf dem Reichstag in Augsburg. Nach seinem Tode übernahm erst sein Neffe, Georg II. Bombast von Hohenheim, den Titel des Fürsten und das Amt des Großpriors von Deutschland, bis schließlich in Personalunion der Fürstentitel mit dem Rang des Großpriors verwendet wurde und folglich mit dem Tode des letzten Fürsten, Ignatz Balthasar Rinck von Baldenstein, 1807 erlosch. Das Haus Baden führte den Titel des Fürsten von Heitersheim zwar weiter, doch ist dies rechtlich sehr umstritten, sodass dieser Titel wohl als eine Neuschöpfung des Kurfürsten/Großherzogs von Baden zu betrachten ist.
Ebenfalls ist unter Historikern umstritten, wie der Fürstenrang von Georg Schilling von Canstatt überhaupt auf seine Nachfolger übergehen konnte, da sämtliche alten oder zeitgenössischen Quellen den persönlichen Charakter dieser Standeserhebung unterstreichen und damit lediglich die Person Schillings, der zu den Vertrauten Kaiser Karl V. gehörte, betreffen, nicht aber den Malteserorden. Da jedoch das Archiv der Herrschaft Heitersheim nach 1806 größtenteils verloren ging, sind weder der genaue Wortlaut der Erhebung Georg Schillings von Canstatt, noch sonstige rechtliche Unterlagen aus dieser Zeit erhalten.

## Rechtliche Stellung
Die Herrschaft Heitersheim war aus einem Lehen des Klosters Murbach hervorgegangen, das zuerst den Herren von Staufen gehörte, die dieses dem Orden der Malteser stifteten. Hierzu erfolgte die Zustimmung des Abtes von Murbach, Berthold. Noch 1724 forderte Murbach von Heitersheim einen Zins ein. Auch sämtliche anderen Ortschaften, welche zu Heitersheim bis 1803 gehörten, waren Lehen verschiedener Lehnsherren gewesen, welche nach und nach unter dem Hause Habsburg zu Vorderösterreich zusammengeschlossen wurden. Die Überlegung, dass vielleicht Bremgarten oder der Hof Weinstetten Reichslehen gewesen sein könnten, ist bisher nicht nachzuweisen. Sicher ist, dass vor 1612 die Herrschaft Heitersheim die Oberhoheit durch Vorderösterreich akzeptierte und als Landständische Körperschaft im Breisgau vertreten war. Erst ab 1612 führte Heitersheim durch die Fürsten einen langen Rechtsstreit um die eigentliche Landeshoheit, der erst 1778 mit der völligen Anerkennung der habsburgischen Oberhoheit endete.
Der Grund für diese Auseinandersetzungen war wohl weniger ein reichsunmittelbares Gut, als der Fürstentitel selbst, der den Großprioren des Malteserordens als Herren von Heitersheim eine Virilstimme auf der geistlichen Bank des Reichsfürstenrats im Reichstag gewährte. Zudem hatte der Großprior von Heitersheim eine Virilstimme auf der Bank der geistlichen Fürsten im Kreistag des Oberrheinischen Reichskreises.
Im Gegensatz zu der eigentlichen Herrschaft war der Fürstentitel reichsunmittelbar und ist folglich bis 1803 keineswegs dem rechtlichen Status der Herrschaft gleichzusetzen.
Dies änderte sich durch den Reichsdeputationshauptschluss 1803. Im § 26 wurden ausdrücklich der Malteserorden und der Deutsche Orden von der Säkularisation ausgenommen und für ihre bisherigen Verdienste sogar gefördert und vergrößert. Dabei wird die Herrschaft Heitersheim oder ein Fürstentum Heitersheim nicht erwähnt, sondern der Malteserorden an sich angesprochen und unmittelbar mit den Gebieten der Herrschaft Heitersheim, des Bischofs von Basel auf der rechten Rheinseite, des Klosters St. Blasien mit der gefürsteten Grafschaft Bonndorf, sowie weiteren Gebieten und Rechten aus kirchlichem Besitz im Breisgau belehnt. Erstmals wird auch der Fürstentitel nun mit diesen Gebieten gemeinsam erwähnt, sodass von da an Heitersheim als tatsächliches Fürstentum und als reichsunmittelbar gelten konnte. Entsprechend finden die Gebiete der Herrschaft Heitersheim auch im § 1, der u. a. die Abtretung des Breisgaus an den Herzog von Modena regelte, keine Berücksichtigung als Lehen oder gar Besitz.
Dies ist nicht zuletzt auch die Ursache, weshalb die Übernahme der Herrschaft Heitersheim durch Baden angezweifelt wurde, da das Edikt des Generals Monard nur die Übergabe des Breisgaus an den Kurfürsten von Baden bestimmte, als dessen Teil sich die Herrschaft nicht mehr verstand. Die Absetzung der Herrschaften im Breisgau durch den Kurfürsten von Baden fand rechtlich darin ihre Begründung, dass dieser als neuer Lehnsherr die Lehen einzog und aufhob. Da Heitersheim jedoch seit 1803 kein Lehen des Breisgaus mehr war, war dies ebenso umstritten, wie die Annahme des Fürstentitels von Heitersheim durch den Badener Landesherrn, was rein rechtlich völlig unmöglich war, da dieser als Reichstitel nur durch den Kaiser hätte auf das Haus Baden übertragen werden können. Dieser offensichtliche Rechtsbruch wird dadurch unterstrichen, dass der letzte Großprior ebenfalls noch bis zu seinem Tode 1807 den Titel des Fürsten trug, von welchem er keineswegs zu resignieren gedachte, sodass bis 1807 zeitgleich zwei Fürstentitel von Heitersheim bestanden.
Mag auch de jure eine Einverleibung Heitersheims in Baden auf dieser Grundlage nicht möglich gewesen sein, so geschah sie dennoch de facto, was einen weiteren Widerstand gegen diesen Vorgang hinfällig machte, besonders auch, weil das Heilige Römische Reich sich kurze Zeit danach auflöste. Die Versuche des Malteserordens 1815 auf dem Wiener Kongress zur Rückgewinnung der verlorenen Gebiete blieben wirkungslos, sodass der badische Zugriff auf Heitersheim nachträglich legitimiert und bestätigt wurde. Allerdings ist die Rechtsgeschichte Heitersheims bis heute nicht abschließend erforscht.

## Innenpolitik und Einrichtungen der Herrschaft Heitersheim

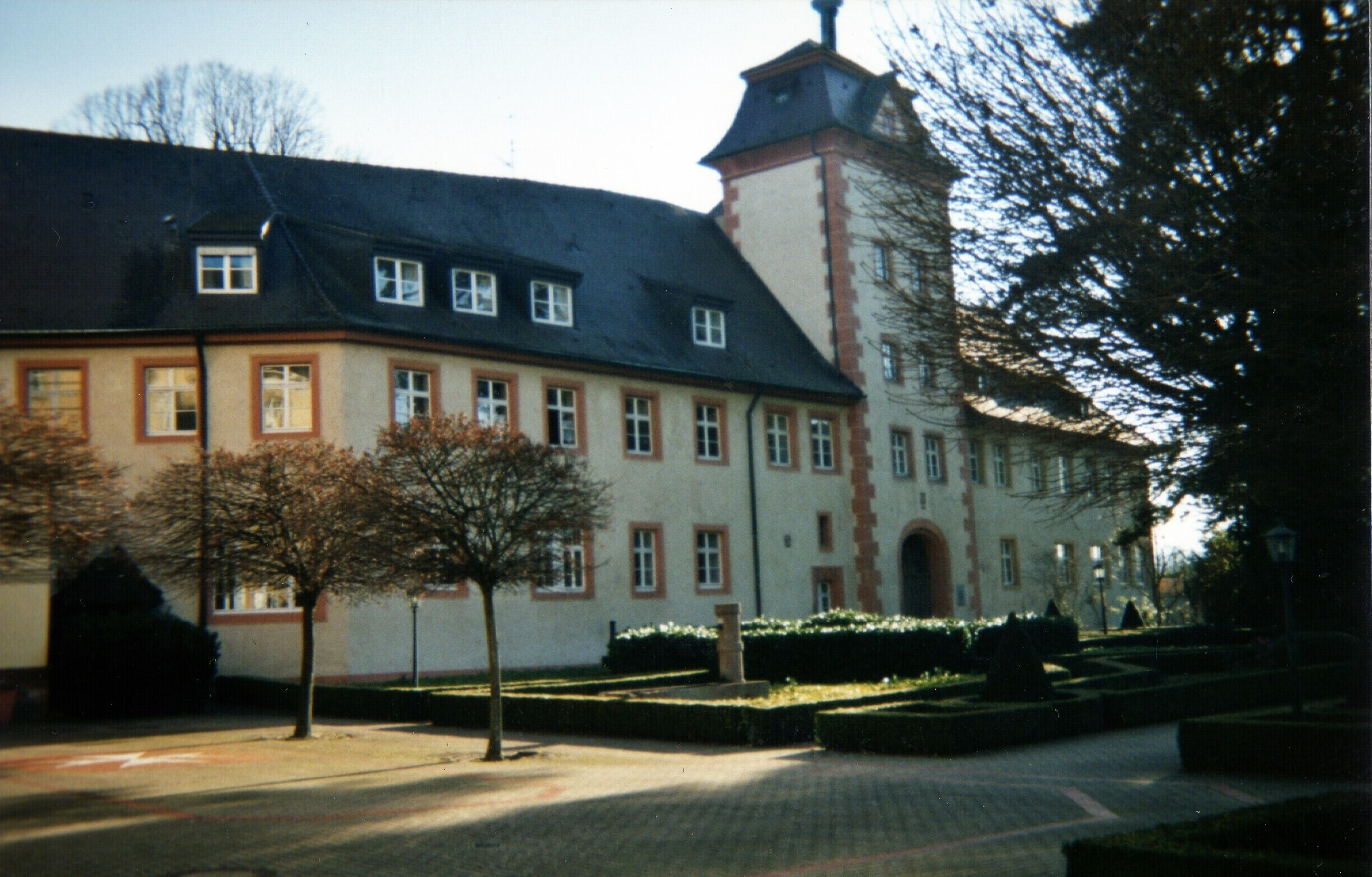
Schloss Heitersheim, altes Ritterhaus

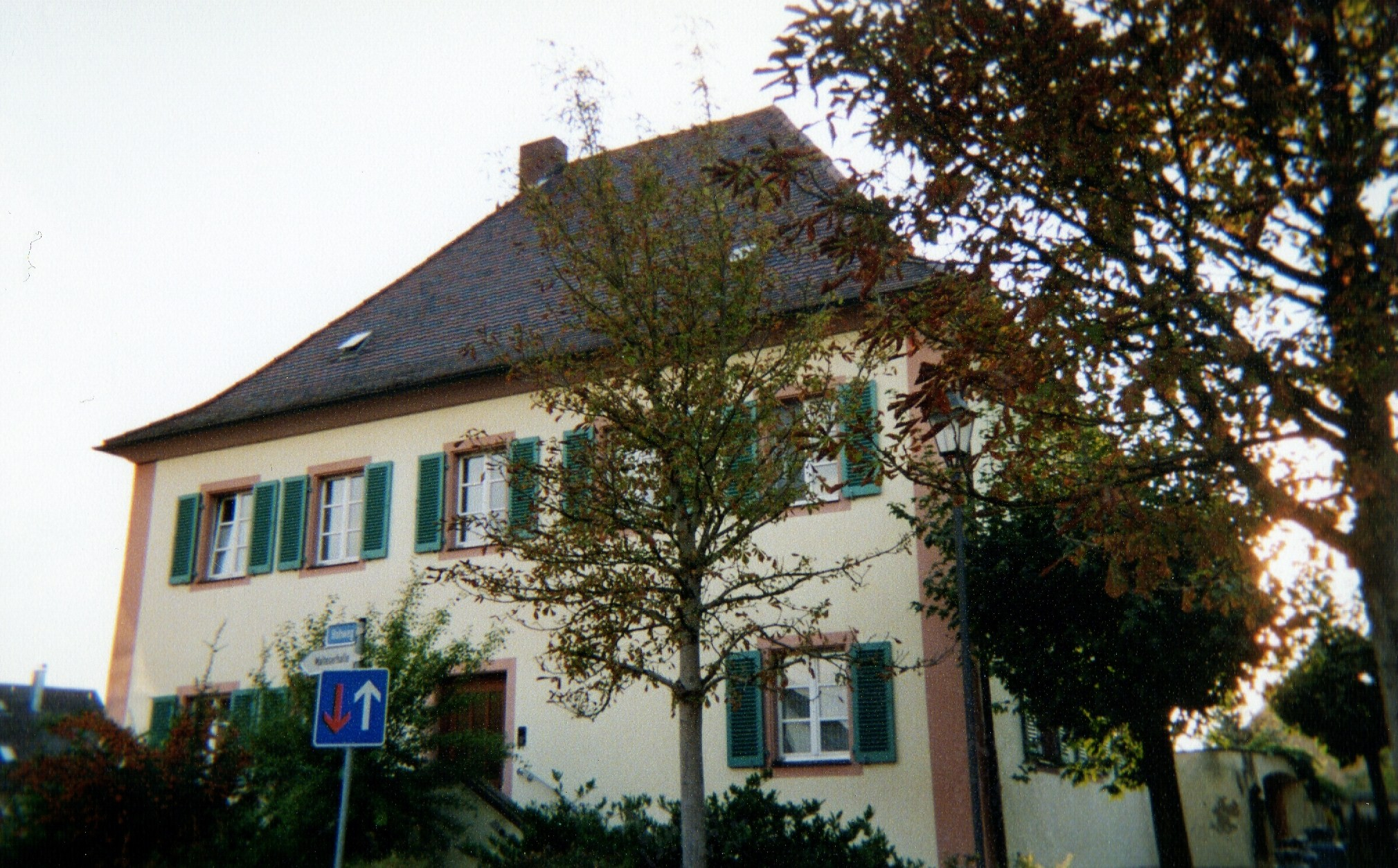
Fürstliches Amtshaus in Gündlingen

Alte Schule in Grißheim, 18. Jahrhundert

Die Herrschaft Heitersheim verfügte bereits früh über verschiedene öffentliche Einrichtungen und Institutionen, die dem Wohlergehen der Einwohner gewidmet waren. Nach 1540 wurde ein Spital in Heitersheim gestiftet, welches der Gesundheitsfürsorge der Heitersheimer bis heute dient. Im Schlosse Heitersheim hatte die niedere Gerichtsbarkeit ihren Sitz. Gesetze und Rechte wurden durch den Fürsten Johann Friedrich Hund von Saulheim in der Heitersheimer Herrschaftsordnung 1620 zusammengefasst und damit jeglicher Form von Amtsmissbrauch und Willkür die Grundlage entzogen.
Schuleinrichtungen sind ebenfalls bereits im 16. Jahrhundert nachweisbar, in der Heitersheimer Herrschaftsordnung findet interessanterweise die Verfügung eines allgemeinen sonntäglichen Katechesenunterrichtes sämtlicher männlicher und weiblicher Personen bis zum 22. Lebensjahr ihre Festlegung. Johann Baptist von Schauenburg ordnete 1756 das örtliche Schulwesen neu und begann damit, Auswüchse der Frömmigkeit einzudämmen. Ebenso verbesserte er die Verwaltung und erließ dann 1769 eine neue Kanzleiordnung. Fürst Joseph Benedikt von Reinach schließlich hob 1785 die bis dahin bestehenden Frondienste auf. Viele administrative Einrichtungen, wie das Kanzleigebäude in der Stadt Heitersheim oder einige Neubauten am Schloss gehen auf den Fürsten Philipp Wilhelm von Nesselrode und Reichenstein (Großprior 1728–1754) zurück, dessen Wappen entsprechend in Heitersheim an einigen Gebäuden noch zu finden ist. Die bis heute stattfindenden großen Märkte Chilbi und Klausmarkt gehen ebenfalls auf die Bewilligung der Herrschaft Heitersheim und des Malteserordens zurück.

### Minoritenkloster
Als der Großprior Johann Friedrich Hund von Saulheim 1612 sein Amt antrat, stellte er fest, dass es in seinem eigenen Orden keine ausreichende Zahl von Geistlichen mehr gab und er in seinem Fürstentum die Seelsorge nicht ausreichend sicherstellen konnte. Er betrieb daher die Ansiedlung eines Mönchsordens in Heitersheim, der diese Aufgabe übernehmen sollte. Zunächst war ein Kloster der Kapuziner gedacht. Aufgrund der vom Großprior vorgesehenen geringen wirtschaftlichen Ausstattung des Klosters lehnten die Kapuziner jedoch ab. Am 1. September 1619 übernahmen dann die Minoriten (schwarze Franziskaner) das von den Maltesern zur Verfügung gestellte Klostergebäude. Bis 1666 übernahmen die Minoriten schrittweise alle Pfarrstellen (und Pfarrpfründe) im Fürstentum bis 1742 der Bischof von Konstanz, Damian Hugo Philipp von Schönborn-Buchheim ihnen diese Pfarrstellen abnahm und mit Säkularklerikern besetzte. Dies brachte das Kloster in ernste finanzielle Schwierigkeiten zumal die Malteser den vereinbarten jährlichen Zuschuss auch nicht zahlen wollten. Die Mönche zogen nun in die umgebenden Landschaften und bettelten. Die Pfarreien Heitersheim, Eschbach und Schlatt konnten die Minoriten alsbald mit Zustimmung des Konstanzer Bischofs Kasimir Anton von Sickingen wieder übernehmen. 1781 setzte der österreichische Kaiser Joseph II. durch, dass sich das Kloster von der Straßburger Kongregation des Ordens lösen und sich einer eigens für Vorderösterreich gebildeten Kongregation anschließen. Die klosterfeindliche Politik des Kaisers führte auch in Heitersheim zu einem Verfall des Minoriten-Ordens und er entging der Auflösung wohl nur durch die merkwürdige Rechtsstellung des Fürstentums Heitersheim als Sitz eines Reichsfürsten, dessen Territorium jedoch zu den vorderösterreichischen Landständen gehörte. 1782 waren noch sieben Priester und drei Laienbrüder im Kloster. Aufgrund hoher Schulden und Trunksucht einiger Mönche wurde der Guardian 1797 durch die vorderösterreichische Regierung durch einen anderen ersetzt. 1805 setzte der Konstanzer Bischof Karl Theodor von Dalberg einen weltlichen Priester auf die Pfarrei Heitersheim, da die Minoriten einen geregelten Gottesdienst nicht mehr gewährleisten konnten. Mit der Mediatisierung des Fürstentums Heitersheim 1806 erfolgte auch die Säkularisation des Minoritenklosters. Am 23. April 1807 war das Kloster dann offiziell aufgelöst und abgewickelt. Das Gebäude wurde zunächst zum Pfarrhaus; die Klosterkirche wurde 1812 abgebrochen.

## Territoriale Entwicklung
| Gemeinde                   | Jahr des Erwerbs | Anmerkungen | Wappen |
| -------------------------- | ---------------- | --- | ------ |
| Heitersheim                | 1272             | Verkauf von Rechten durch Gottfried von Staufen; 1276 Kauf weitere Rechte von den Markgrafen von Baden-Hachberg |        |
| Gündlingen                 | 1297             | Schenkung der Vogtei und Gerichtsbarkeit durch die Markgrafen von Baden-Hachberg, Heinrich III. und Rudolf I.   |        |
| Weinstetten                | 1298             | heute mit Bremgarten zu Hartheim gehörig; Otto von Staufen verzichtet 1298 auf Vogtei und Gerichtsbarkeit       |        |
| Bremgarten                 | 1313             | Kauf von Johannes von Staufen                                                                                   |        |
| Grißheim                   | 1315             | |        |
| Schlatt                    | 1371             | Kauf von den Grafen von Freiburg                                                                                |        |
| Eschbach (Markgräflerland) | 1613             | Kauf von den Herren von Rappoltstein                                                                            |        |
| Sankt Georgen              | 1668             | heute Stadtteil von Freiburg im Breisgau                                                                        |        |
| Uffhausen                  | 1668             | zu Sankt Georgen gehörig; seit 1390 zur Johanniter-Kommende Freiburg                                            |        |
| Wendlingen                 | 1668             | zu Sankt Georgen gehörig; seit 1390 zur Johanniter-Kommende Freiburg                                            |        |

## Großprioren von Deutschland
Die Deutsche Zunge des Johanniterordens umfasste mehrere Großpriorate: Bohemia (Länder der Böhmischen Krone und Österreichische Erbländer), Alemania (Ober- und Niederdeutschland), Dacia (Dänemark, Schweden und Norwegen), Polonia (Polen-Litauen) und Hungaria (Ungarn). Nachdem in den Türkenkriegen die Kommenden des Großpriorats Ungarn vernichtet wurden, wurde es dem deutschen Großpriorat zugeordnet. Der Titel Großprior von Ungarn wurde eine Würde ohne Land. Gleiches geschah mit dem Großpriorat Dacia, nachdem dort nach der Reformation die Kommenden aufgehoben wurden. Das 1783 gebildete Großpriorat Bayern war nicht Teil der Deutschen, sondern der Englischen (dann Englisch-Bayerischen) Zunge.
Der Pilier (Oberhaupt) der Zunge war als Großbailli zuständig für die Aufsicht über die Festungswerke auf Rhodos, später auf Malta.
Das Großpriorat Alemania umfasste Kommenden im heutigen Deutschland, der Schweiz, im Elsass, eine Kommende in Lothringen, zwei in Vorarlberg (Österreich), eine Kommende in Belgien und die niederländischen Kommenden. Die Titel wechselten im Laufe der Zeit. Walter Gerd Rödel in seiner Arbeit Die deutschen (Groß-)Prioren teilt die Liste der Vorsteher des deutschen (Groß-)Priorat in drei Zeitabschnitte.

### Prioren und Präzeptoren von Deutschland
(nach Rödel, 2006)
| Name und Lebensdaten                                                                     | Amtszeit                  | Bemerkungen | Wappen |
| ---------------------------------------------------------------------------------------- | ------------------------- | --- | ------ |
| Arlebold                                                                                 | 1187                      | erster namentlich bekannter Prior des Johanniterordens in Deutschland |        |
| Albert                                                                                   | 1204                      | |        |
| Heinrich von Heimbach                                                                    | 1207 bis 1215, 1219       | |        |
| Engelhard                                                                                | 1216                      | |        |
| Albert von Büchel (Büchold)                                                              | 1220 bis 1228             | |        |
| Ber(engar)                                                                               | 1228                      | |        |
| Konr(ad) von Heimbach                                                                    | 1232                      | |        |
| B(urkard)                                                                                | 1234 bis 1236             | |        |
| Reinhard                                                                                 | 1237                      | |        |
| Rambert/Rembert                                                                          | 1242                      | |        |
| Clemens                                                                                  | 1249 bis 1252             | |        |
| Heinrich von Fürstenberg                                                                 | 1255 bis 1259             | 1259 bis 1262 Stellvertreter des Ordensmeisters (Großkommendator im Osten, Großpräzeptor) in Akkon. In dieser Zeit wird er in Deutschland vertreten durch Heinrich von Boxberg, 1258 Bruder Berengar, Stellvertreter des Priors der Johanniter in Deutschland |        |
| Heinrich von Boxberg († 1279)                                                            | 1260 bis 1262             | |        |
| Heinrich von Fürstenberg                                                                 | 1263 bis 1272             | |        |
| Heinrich von Boxberg                                                                     | 1273                      | siehe oben |        |
| Berenger von Laufen († 4. Dezember 1289)                                                 | 1273 bis 1274             | 1258 bis 1263 und 1270/71 Vizeprior von Deutschland, 1278 Kommendator in Colmar |        |
| Heinrich von Boxberg                                                                     | 1275 bis 1278             | siehe oben |        |
| Heinrich von Hermolsheim                                                                 | 1278 bis 1279             | 1273 bis 1276 und 1280/81 Kommendator von Hohenrain |        |
| Hermann von Braunshorn († 29. Oktober 1281)                                              | 1279 bis 1281             | Großpräzeptor und Prior von Alemania und Dacia, 1278 bis 1281 Prior von Böhmen, Mähren, Polen und Österreich, 1280 auch Statthalter des obersten Meisters in Ungarn |        |
| Berenger von Laufen                                                                      | 1282                      | siehe oben |        |
| Friedrich von Kindhausen († 3. März 1286)                                                | 1283 bis 1286             | Prior von Alemania, 1282 bis 1283 Prior von Bohemia, Polonia, Moravia und Austria, 1285 Prior von Dacia |        |
| Berenger von Laufen                                                                      | 1286 bis 1289             | siehe oben |        |
| Gottfried von Klingenfels                                                                | 1290 bis 1297             | Großpräzeptor und Prior von Alemania, Bohemia, Moravia, Polonia, Austria und Styria, 1302 Kommendator in Rexingen und Rohrdorf |        |
| Hermann Judde/Judaeus/Jude                                                               | 1300 bis 1302             | 1280 Bruder in Nidda, 1290 bis 1308 Kommendator von Köln, 1291 Kommendator in Mosbach, 1297 bis 1298 Kommendator von Trier, 1302 bis 1303 Kommendator von Utrecht, 1302 bis 1304 Kommendator von Herrenstrunden, 1303 bis 1314 Kommendator in Frankfurt, 1310 bis 1314 Kommendator in Freiburg i. Br., 1312 bis 1314 Kommendator von Dorlisheim, 1291 Stellvertreter des Meisters für Deutschland, 1296 Stellvertreter des Priors für Niederdeutschland, 1300 bis 1302, 1311 Prior in Deutschland, 1306 bis 1308 Statthalter des obersten Meisters über dem Meer für Deutschland                                                               |        |
| Heinrich von Kindhausen                                                                  | 1302 bis 1303             | seit 1298 Prior von Böhmen, Mähren und Polen |        |
| Helferich von Rüdigheim                                                                  | 1305 bis 1310             | 1305 bis 1310 Großpräzeptor und Prior von Deutschland, Böhmen und Polen, 1318 Vizeprior in Oberdeutschland, 1318 Kommendator in Heimbach, 1323 bis 1324 Kommendator in Rüdigheim, 1328 Kommendator in Wiesenfeld, 1329 Kommendator in Obermossau und 1330 Prior in Dacia mit Sitz in Antvorskov (Seeland, Dänemark) |        |
| Hermann Judde/Judaeus/Jude                                                               | 1311                      | siehe oben |        |
| Helferich von Rüdigheim                                                                  | 1312 bis 1316             | siehe oben, 22. Dezember 1316 Stellvertreter des Generalvisitators Leonhard de Tibertis |        |
| Paulus von Mutina/Paolo de Modena                                                        | 1316 bis 1318/20          | Stellvertreter des Generalvisitators Leonhard de Tibertis, Prior in Alemania, 1319 bis 1324 Prior von Sachsen, Thüringen, der Mark Brandenburg und des Wendenlandes, 1317 bis 1318 Kommendator in Erfurt und Topfstedt |        |
| Hermann von Hachberg der Ältere († 12. April 1321)                                       | 1321                      | seit 1308 Vizeprior von Oberdeutschland, 1314 bis 1317 Kommendator von Freiburg i.Br., begraben in der 1677 zerstörten Johanniterkirche in Freiburg i.Br. |        |
| Eberhard von Kestenburg/Kestenberg                                                       | 1321 bis 1322             | 1317 Prior von Dacien, 1318 Kommendator von Würzburg, 1337 Kommendator von Heimbach |        |
| Albrecht von Schwarzburg († 16. März 1327)                                               | 1323 bis 1327             | 1306 Ordensmarschall bei der Eroberung von Rhodos, 1310 Großkomtur von Zypern und Stellvertreter des Großmeisters Fulko von Villaret, 1318 bis 1320 Generalkapitän der Ordensgaleeren, 1319 Großpräzeptor im Osten, 1323 Großpräzeptor im Westen und Prior von Deutschland, begraben in der Würzburger Johanniterkirche |        |
| Berthold von Henneberg, der Ältere († 21. August 1330)                                   | 1328                      | 1291 Stiftung der Kommende Schleusingen, 1309 stellvertretender Prior von Polen, 1309 Kommendator von Büchold, 1310 Kommendator von Lossen (Schlesien), 1313 bis 1324 Prior von Böhmen und Polen, 1317 bis 1371 Kommendator von Boxberg, 1318 Kommendator von Schleusingen, 1324 bis 1330 Kommendator von Mainz, 1328 bis 1329 Großprior von Deutschland, begraben in der Johanniterkirche in Würzburg, sein Grabstein ist im Bayerischen Nationalmuseum in München |        |
| Rudolf von Masmünster († September 1333, Grabplatte in der Kirche in Soultz, recte 1334) | 8. Juni 1328 bis 1334     | 1311 bis 1333 Kommendator in Sulz, 1321 bis 1322/24 Kommendator in Freiburg i.Br., 1322 Kommendator in Heitersheim, 1325 Kommendator in Rohrdorf, 1326 Kommendator in Rottweil, 1332 Kommendator in Weissenburg, 1333 Kommendator in Schlettstadt |        |
| Berthold von Henneberg, der Jüngere, Kommendator (* um 1290, † um/nach 1355)             | 1336 bis 1341             | 1315 bis 1323, 1348 Kommendator von Kühndorf, 1328 Kommendator von Schleusingen, 1329 bis 1332, 1340 bis 1341 Kommendator in Würzburg, 1329 bis 1336 Kommendator in Biebelried, 1329 bis 1341, 1355 Kommendator in Boxberg, 1326 bis 1329 Prior von Böhmen, Mähren, Polen und Österreich 1336 bis 1341 Großprior von Deutschland, 1353 bis 1355 Bailli von Franken |        |
| Herdegen von Rechberg († 16. Januar 1354)                                                | 1344 bis 1354             | 1342 bis 1354 Kommendator in Wädenswil, 1343 Generalvisitator von Deutschland und Böhmen, 1344 bis 1350 Kommendator von Bubikon, 1348 Stellvertreter des Meisters in Übersee in deutschen Landen |        |
| Hugo von Werdenberg, Großprior des Johanniterordens                                      | 1350                      | |        |
| Hermann von Hachberg († 25. April 1357)                                                  | 1354 bis 1357             | 1340 bis 1357 Kommendator in Freiburg i.Br., begraben in der 1677 zerstörten Johanniterkirche in Freiburg i.Br. |        |
| Hugo von Werdenberg-Sargans                                                              | 1357 bis 1361             | seit 1350 Kommendator von Hohenrain, seit 1354 Kommendator in Wädenswil, seit 1357 Kommendator in Bubikon, 1361 und 1363 Kommendator in Biberstein |        |
| Konrad von Braunsberg († 10. Dezember 1390)                                              | 1362 bis 1390             | 1358/bis 1359 Kommendator in Adenau, 1361 bis 1362 Kommendator in Köln, 1362 Kommendator in Utrecht, begraben in der Ordenskirche St. Johann und Cordula in Köln |        |
| Friedrich von Zollern                                                                    | 23. Januar 1391 bis 1398  | 1361 bis 1384 Kommendator in Rohrdorf und Dätzingen, 1368 bis 1369 Kommendator in Bubikon, 1371 bis 1395 Kommendator in Villingen, 1371 bis 1372 Kommendator in Hemmendorf |        |
| Hesso von Schlegelholz († 20. Mai 1412)                                                  | 1398 bis 1408             | 1365/66 Kommendator von Klingnau-Leuggern, 1365/66 Kommendator von Schlettstadt, 1374 bis 1382 Kommendator von Freiburg i.Br., 1374/75 päpstlicher Gesandter in Ungarn und Konstantinopel, 1379 Gouverneur des Fürstentums Achaia, 1382 Kastellan von Rhodos, 1383 bis 1387 Kommendator in Rottweil, 1386 Präzeptor von Kos, 1387 Kommendator in Münchenbuchsee, 1387 Kommendator in Thunstetten, 1398 bis 1408 erneut Kommendator von Klingnau-Leuggern, 1400 Kommendator von Frankfurt am Main und Mosbach, 1398 bis 1408 mitbeteiligt am Bau der Festung St. Peter (Bodrum), 1411 Großkomtur von Zypern und Stellvertreter des Großmeisters |        |
| Henman/Johann zu Rhein († 24. Juli 1411)                                                 | 5. November 1408 bis 1411 | 1380 bis 1411 Kommendator in Rheinfelden, 1389 bis 1410 Kommendator in Basel, 1402 Kommendator in Mülhausen, 1403 Kommendator in Sulz, 1405 Kommendator in Colmar, 1408 Kommendator in Klingnau-Leuggern |        |

### Großpriore
| Name und Lebensdaten                                              | Amtszeit                   | Bemerkungen | Wappen |
| ----------------------------------------------------------------- | -------------------------- | --- | ------ |
| Hugo von Montfort-Bregenz (* 1370, † 10. April 1444)              | 1411 bis 1444              | Kommendator in Bubikon, Feldkirch, Leuggern-Klingnau, Tobel, Wädenswil, Villingen, Heitersheim und Weißenburg |        |
| Johann Loesel († 8. April 1460)                                   | 1445 bis 1460              | 1440 bis 1444 Großbailli, er wurde in der nicht mehr existierenden Ordenskirche in Basel begraben |        |
| Johann Schlegelholz († 1466)                                      | 1460 bis 1464              | 1428 bis 1438 Großbailli |        |
| Richard von Buttlar († 23. August 1466)                           | 1464 bis 1466              | 1435 bis 1466 Kommendator in Würzburg, 1435 Bailli von Franken, 1450 Kommendator von Hemmendorf und Rexingen, Schleusingen und Kühndorf, 1454 bis 1464 Großbailli, 1464 bis 1466 Kommendator in Speyer und Heimbach |        |
| Johannes von Ow († 1481)                                          | 24. Dezember 1466 bis 1481 | 1464 bis 1466 Großbailli 1440 bis 1468 Kommendator in Freiburg i.Ü., 1449 bis 1481 Kommendator in Münchenbuchsee, 1461? Kommendator in Thunstetten, 1472 bis 1481 Kommendator von Leuggern-Klingnau, 1466 bis 1481 Großprior und Kommendator in Bubikon und Wädenswil, nahm 1466 am Generalkapitel in Rom teil (Iuan Davv) |        |
| Rudolf II. von Werdenberg († 2. September 1505 in Freiburg i.Br.) | 1481 bis 1505              | beigesetzt in der 1677 abgerissenen Ordenskirche in Freiburg i.Br. |        |
| Johann Heggenzer von Wasserstelz († 1512)                         | 1505 bis 1512              | 1505 bis 1506 Kommendator von Leuggern-Klingnau, 1505 bis 1512 Großprior und Kommendator von Bubikon und Wädenswil, 1507 bis 1508 Kommendator in Überlingen |        |
| Johann VI. von Hattstein (* 1545, † 4. April 1546 in Speyer)      | 3. Juli 1512 bis 1546      | er erhielt fünf Kommenden zu seinem Priorat: Utrecht, Köln, Heimbach, Freiburg i. Br. und eine noch zu bestimmende Kommende, beigesetzt in der abgerissenen Ordenskirche in Heimbach, seine Grabplatte befindet sich in der Pfarrkirche in Heitersheim                                                                     |        |

### Großprioren und Reichsfürsten
Kaiser Karl V. erhob Georg I. Schilling von Cannstatt in den Reichsfürstenstand und von da an waren die Heitersheimer Großprioren auch jeweils Reichsfürsten.
|  | Name (Lebensdaten)                                                                       | Regierungszeit | Anmerkungen | Wappen |
|  | ---------------------------------------------------------------------------------------- | -------------- | --- | ------ |
|  | Georg I. Schilling von Cannstatt († 2. Februar 1554)                                     | 1546–1554      | erster Reichsfürst der deutschen Malteser, er erhielt zu seinem Amt die Kommenden Freiburg mit Heitersheim, Utrecht, Köln, Heimbach und Bubikon |        |
|  | Georg II. Bombastus von Hohenheim († 10. Dezember 1566)                                  | 1554–1566      | |        |
|  | Adam von Schwalbach († 4. Juli 1573)                                                     | 1567–1573      | |        |
|  | Philipp Flach von Schwarzenberg († 10. März 1594)                                        | 1573–1594      | Erzherzog Ferdinand zu Österreich gibt dem Johanniter-Meister Philipp Flach von Schwarzenberg die Ämter Kenzingen und Waldkirch nebst den Herrschaften Kastelberg, Schwarzenberg und Kürnberg.                                                                      |        |
|  | Philipp II. Riedesel von Camberg († 13. März 1598)                                       | 1594–1598      | beigesetzt in der 1677 abgerissenen Ordenskirche in Freiburg i.Br. |        |
|  | Bernhard IV. von Angelach-Angelach († 21. Juni 1599)                                     | 1598–1599      | beigesetzt in der 1677 abgerissenen Ordenskirche in Freiburg i.Br. |        |
|  | Johann Philipp Lesch von Mühlheim († 2. Februar 1601)                                    | 1599–1601      | |        |
|  | Wiprecht von Rosenbach († 18. März 1607)                                                 | 1601–1607      | |        |
|  | Arbogast von Andlau (* 1550, † 5. Januar 1612)                                           | 1607–1612      | |        |
|  | Johann Friedrich Hund von Saulheim († 16. März 1635)                                     | 1612–1635      | erlässt 1620 eine Herrschaftsordnung; 1612–1635 auch Komtur des Ritterhauses Bubikon; begann den Konflikt mit der vorderösterreichischen Regierung, deren Landesherrschaft er als Reichsfürst nicht mehr anerkennen wollte; 1630 vorläufige Beilegung des Konflikts |        |
|  | Hartmann von der Tann (* 2. Oktober 1566; † 15. Dezember 1647)                           | 1635–1647      | erhielt bei seiner Ernennung zum Großprior am 9. Mai 1635 die folgenden fünf prioralen Kommenden: Utrecht, Köln, Heimbach, Freiburg i.Br. und Bubikon. Übernahm wieder das Präsidium der Prälatenbank der vorderösterreichischen Landstände                         |        |
|  | Friedrich II. von Hessen (* 28. Februar 1616; † 19. Februar 1682)                        | 1647–1682      | setzte 1650 den Konflikt mit der vorderösterreichischen Regierung fort |        |
|  | Franz von Sonnenberg (* 26. Mai 1608; † 10. Oktober 1682)                                | 1682           | |        |
|  | Gottfried Droste zu Vischering († 1683)                                                  | 1683           | war zugleich Komtur der Kommenden Colmar und Soultz im Elsass |        |
|  | Hermann von Wachtendonk († 16. Juni 1704)                                                | 1683–1704      | |        |
|  | Bernhard Wilhelm von Rhede († 21. Oktober 1721)                                          | 1704–1721      | |        |
|  | Goswin Hermann Otto von Merveldt (* 5. Mai 1661; † 8. Dezember 1727)                     | 1721–1727      | versuchte vergeblich für den Orden in den Verhandlungen zum Friede von Utrecht die von den Niederlanden eingezogenen Ordenskommenden wiederzubekommen |        |
|  | Philipp Wilhelm Graf von Nesselrode und Reichenstein (* 1678; † 16. Januar 1754)         | 1728–1752      | veranlasst Um- und Ausbauten am Malteserschloss u. a. den Kanzleibau (1730–1740) |        |
|  | Philipp Joachim von Prassberg (26. Januar 1679; † 10. Dezember 1754)                     | 1754–1754      | |        |
|  | Johann Baptist von Schauenburg (* 29. August 1701; † 6. März 1775)                       | 1755–1775      | |        |
|  | Franz Christoph Sebastian Freiherr von Remchingen (* 20. Januar 1689; † 18. August 1777) | 1775–1777      | |        |
|  | Josef Benedikt von Reinach-Foussemagne (* 2. Dezember 1710; † 14. Oktober 1796)          | 1777–1796      | der Konflikt mit Vorderösterreich wird definitiv beigelegt und dessen Landeshoheit anerkannt; wirkte bereits unter von Schauenburg und von Remchingen als Statthalter in Heitersheim                                                                                |        |
|  | Ignaz Balthasar Willibald Rinck von Baldenstein (* 1721; † 30. Juni 1807)                | 1796–1806      | |        |

## Münzen
Die Fürsten von Heitersheim hatten kein Münzrecht. Es sind jedoch ein Taler und zwei Schaumünzen bekannt, die die Großprioren prägen ließen.
Johann Friedrich Hund von Saulheim ließ einen Taler prägen. Friedrich II. von Hessen ließ 1659 und Johann Baptist von Schauenburg 1755 eine Schaumünze prägen. Alle diese Münzen wurden offenbar nur in sehr geringer Stückzahl erstellt.

## Erbe und Tradition
Vor allem in der Stadt Heitersheim wird die Tradition und die Erinnerung an die Herrschaft Heitersheim bewahrt und gepflegt. Neben der städtischen Eigenbezeichnung als „Malteserstadt“ hat die jahrhundertelange Regierung durch die Malteser im Stadtwappen ihren Niederschlag gefunden und so sind heute an vielen Plätzen und Einrichtungen in der Stadt Heitersheim die Symbole der Malteser zu finden. Das eint die Orte der alten Herrschaft Heitersheim vor 1803 bis heute, denn sämtliche dieser Orte haben in ihren Siegeln und Wappen das Malteserkreuz integriert.
Für die Erhaltung und Pflege der historischen Gebäude, die historische Forschung und geschichtliche Veröffentlichungen engagiert sich vor allem die Historische Gesellschaft der Malteserstadt Heitersheim e. V., welche auch ein Museum zu diesem Thema im Schloss Heitersheim betreibt. Der Malteserorden betreut die im Schloss lebenden alten Vinzentiner-Schwestern und führt dort Gottesdienste und Ordensveranstaltungen durch. Vor allem der Tradition des Fürstentums fühlt sich ebenfalls seit dem 2007 verstorbenen Heinz Schilling Freiherr von Canstatt der Verband des Hauses Schilling e. V. verpflichtet, welcher auch die Gedenkplatte für Georg Schilling von Canstatt am Schloss stiftete und stets auch Mitglieder in der Historischen Gesellschaft der Malteserstadt Heitersheim e. V. stellt.
Auch der Malteser Fanfarenzug Heitersheim e. V. bemüht sich, wenn auch nicht aus historischem Erbe heraus, die Tradition der Herrschaft Heitersheim fortzuführen.
Auch sind im Gegensatz zu den umliegenden Gebieten die Orte der ehemaligen Herrschaft überwiegend katholisch geprägt.

## Anmerkung
1. ↑  nach Walter Rödel.